# Jermaine Pennant
Jermaine Lloyd Pennant (* 15. ledna 1983, Nottingham) je anglický fotbalista, který od roku 2016 hraje v singapurské lize za tým Tampines Rovers FC.